# Men in Black (phim 1997)
Đặc vụ áo đen (tựa tiếng Anh: Men in Black) là một bộ phim khoa học viễn tưởng hành động hài của Mỹ năm 1997 là bộ phim đầu tiên trong series Men in Black do Barry Sonnenfeld đạo diễn, sản xuất bởi Walter F. Parkes và Laurie MacDonald. Chủ yếu chuyển thể từ loạt truyện tranh The Men in Black sáng tạo bởi Lowell Cunningham và Sandy Carruthers, phim có sự tham gia của Tommy Lee Jones và Will Smith vào vai hai đặc vụ của một tổ chức bí mật mang tên Men in Black có nhiệm vụ giám sát những sinh vật ngoài hành tinh sống trên Trái Đất và che giấu sự hiện diện của mình khỏi con người. Phim có hiệu ứng và hóa trang sinh vật bởi Rick Baker và hiệu ứng kĩ xảo bởi Industrial Light & Magic.